# Kurt Welzl
Kurt Welzl (Vienna, 6 novembre 1954) è un ex calciatore austriaco, di ruolo attaccante.

## Palmarès
- Campionato austriaco: 3

Wacker Innsbruck: 1975, 1977
Swarovski Tirol: 1989
- Campionato olandese: 1

AZ Alkmaar: 1981

### Competizioni internazionali
- Coppa Mitropa: 1

Wacker Innsbruck: 1975-1976

### Individuale
- Capocannoniere della Coppa Mitropa: 1

1975-1976 (6 gol)